# Stenamma lippulum
Stenamma lippulum är en myrart som först beskrevs av Nylander 1849.  Stenamma lippulum ingår i släktet Stenamma och familjen myror. Inga underarter finns listade i Catalogue of Life.